# جو راو
جو راو (به انگلیسی: Joe Rau؛ زادهٔ ۱۷ مارس ۱۹۹۱) یک کشتی‌گیر فرنگی‌کار اهل آمریکا است. وی سابقه حضور در المپیک ۲۰۲۴ پاریس را دارد.  